# Каналізовані ознаки
Каналізовані ознаки (англ. canalized character) - ознаки, що проявляються у великого числа одновидових особин незважаючи на їх генетичну різноманітність і відмінності у довкіллі. Ймовірно, деякі гени, напр., гени, що зумовлюють т. зв. «дикий тип» особин, каналізовані досить сильно, тоді як інші не є такими жорсткими детермінантами, дозволяючи їх носіям змінюватися відповідно до змін зовнішніх факторів.
Процес розвитку каналізований; він стійкий до зовнішніх тисків, які могли б змусити його відхилитися від нормального шляху (Waddington, 1957; Whyte, 1965), Якщо фенотипічний продукт розвитку адаптивний, то можна припускати, що добір сприяв каналізованим генотипам, тобто генотипам, які призводять до розвитку однієї і тієї ж ознаки у різних середовищах.
Таким чином, каналізація розвитку є консервативною силою в еволюції. Каналізований  онтогенетичний розвиток стійкий до радикальної зміни. Генні мутації або рекомбінації, що докорінно змінюють нормальний розвиток, будуть елімінуватися. Зберегтися можуть тільки ті генетично детерміновані зміни онтогенезу, які означають відносно невеликі зрушення в процесі розвитку. Передіснуюча морфологічна структура обмежує діапазон генних мутацій і рекомбінацій, які можуть сприяти  адаптації (;;).
У разі такої зміни середовища, яка вимагатиме виникнення нової і притому іншої ознаки, каналізація розвитку в силу своєї консервативності може виявитися фатальною. І справді, вимирання — явище звичайне. Це, проте, не єдиний можливий результат і існують деякі шляхи, що дозволяють уникнути його.
На ювенільних стадіях онтогенезу зазвичай відсутні спеціалізовані ознаки, наявні у дорослих особин. Контрольовані генами зміни швидкості розвитку, що ведуть до педоморфозу, можуть тому вивести ту або іншу групу із стану її нинішньої спеціалізації і дати їй можливість розвиватися в нових напрямах (Huxley, 1942; de Beer, 1951; Hardy, 1954; Тахтаджян, 1959). Широке поширення педоморфних ознак серед рослин і тварин дозволяє вважати, що еволюція слідувала по цьому шляху досить часто.